# Petra Horváthová
Petra Horváthová (* 10. prosince 1985, Česká Lípa) je česká filmová a divadelní herečka, skladatelka, režisérka, producentka, produkční a zpěvačka.

## Život
Narodila se v České Lípě. Je nejmladší dcerou, má dvě starší sestry. Vystudovala tamější gymnázium a poté DAMU, obor alternativní a loutkové herectví (pod vedením Jana Borny, Ivana Rajmonta, Radky Fidlerové).
Poprvé si zahrála v televizním seriálu Zázraky života. Dále se objevila v jedné epizodě televizního seriálu Vyprávěj. Ve známost vešla rolí Venduly Bernátové v televizním seriálu Cesty domů.

## Divadlo
Po dokončení DAMU se věnovala hlavně televizi. V roce 2011 se objevila v Činoherním klubu v inscenaci Ujetá ruka (režie Ondřej Sokol), ve které se prezentuje jako skladatelka a zpěvačka. V roce 2013 ji do angažmá Divadla pod Palmovkou přijal Petr Kracik a ona tam strávila dva roky. Nastudovala inscenace Králova řeč (režie Petr Kracik), kde hraje Alžbětu I. s Martinem Stránským, D. Sitkem, Kateřinou Macháčkovou, a Sám na dva šéfy. Převzala velkou roli v Mefistovi s Jiřím Langmajerem, dále menší v Edith a Marlene a Tramvaj do stanice touha. Se změnou ve vedení divadla a po inscenacích Krvavá svatba a Můj romantický příběh z divadla odešla.
V roce 2014 prošla konkurzem u Jiřího Menzela na hlavní roli Beatrice v inscenaci Mnoho povyku pro nic na Letních shakespearovských slavnostech.
Rok 2016 byl pro ni zásadní, setkala se s Danielem Krejčíkem a dali dohromady svou první inscenaci Cock (režie Radim Špaček) v Divadle v Řeznické, kde ztvárnila postavu Ženy. Daniel Krejčík přišel s textem a Petra Horváthová s režisérem, který je v současnosti významným tvůrcem v tomto divadle. Od té chvíle se začal jasněji utvářet její profil jako tvůrce (obsáhne produkci, dramaturgii, skladbu hudby  i hraní). Byla hlavním iniciátorem a spoluzakladatelkou divadelního spolku SpoluHra, kde byla celé tři roky jednatelkou a přišla s touto myšlenkou, a návrhem na první inscenaci V hodině rysa i na prostor za D. Krejčíkem. Je mu se nápad po předchozí spolupráci líbil a společně oslovili producenta J. Štorka. Vše se dalo do pohybu. Později se k nim připojuje producent J. Okoš a vytváří se stabilní uskupení fungující v holešovické La Fabrice, které spojuje známé hvězdy(Z. Bydžovská, V. Cibuková, A. Stanková, K. Hrachovcová, R. Zach, R. Skamene, J. Korn) s neznámými v divadelních hrách s velkým příběhem a silně aktuálními tématy (V hodině rysa - první inscenace SpoluHry. Dále Gedeonův uzel, Po konci světa, Prolomit vlny, Úplné zatmění, Dánská dívka.) K inscenacím V hodině rysa a Gedeonův uzel složila hudbu.
Sama si na svou velkou roli ve SpoluHře počkala skoro dva roky, na rok 2018. A vyplatilo se, její výkon v Prolomit vlnách(r. V. Čermáková), kde hraje bláznivou a pravdivou Bess s Janem (R. Zach), ocenila umělecká obec i diváci. "Režisérka totiž sází čistě na herectví ústřední dvojice – Roman Zach a Petra Horváthová se svým filmovým protějškům Stellanu Skarsgardovi a Emily Watsonové herecky vyrovnají, což už samo o sobě zasluhuje pozornost. Horváthová dokázala do své psychicky i fyzicky vyčerpávající role dostat vše, od naivní dívenky toužící po svatbě přes vyšinutou s Bohem rozmlouvající ženu až po onu finální hřešící „Maří Magdalénu“." Díky této inscenaci vrátila na divadelní prkna S. Nováková v roli Dodo, v alternaci L. Zahradnickou.
Poté ve SpoluHře následovaly inscenace, ve kterých se podílela spíše na produkci a další herecká role přišla až v roce 2019, kdy se SpoluHře v koprodukci s DnF podařilo uvést Světovou premiéru oskarového filmu Dánská dívka(r. J. Čermák), což je v historii České republiky vůbec poprvé. Zde hraje ženu E. Wegenera(D. Krejčík), Gretu společně i s J. Kornem, který zde hraje roli profesora. V témže roce prochází transformací i SpoluHra. Nyní již Petra není její součástí. Dále hraje například v komedii Plnou parou Divadla Palace s L. Vlasákovou., J. Dolanským, M. Etzlerem. V minulosti účinkovala jsou : Činoherní klub - Hrdina západu, QED ,Aqualung - Pán času. Minor - Marnotratný syn ad
Zkusila si i Storytelling, kde připravila vyprávěcí představení do škol i do divadel – Zrezivělé dětství společně se Slovosledy a spolkem Dcery 50. let, podložené pravdivými příběhy dětí politických vězňů z dob komunismu.
Režírovala amatérské soubory a nyní[kdy?] se chystá na svou první profesionální režii Začátku.

## Hudba
Už od dětských let se věnovala hudbě. Zpívala ve sboru, hrála na klavír a na střední škole začala i hudbu skládat. Blízká ji byla tehdy hiphopová scéna. V České Lípě zakládá kapelu CHPD. V roce 2003 hostuje na desce Syndrom snopp 3.0 s Gipsym a DJ Smogem pod nicknamem Chat. Vyna (Masky, Zlo v očích..)
Po přijetí na DAMU se hlavně zaměřila na studium, poté se však opět o slovo přihlásila hudba. Složila ji ke studentským klauzurám i inscenacím (např. Pannenky). Díky Pannenkám ji na první profesionální spolupráci přizval O. Sokol, kterému k inscenaci Ujetá ruka připravila rearanže a hudbu, se svým vlastním zpěvem.
V té době už začala laškovat s kapelou Monoskop, kde je od té doby zpěvačkou, textařkou a skladatelkou.
Hudbu skládala i k dalším inscenacím( V hodině rysa, Gedeonův uzel, a má i jako skladatelka několik zkušeností s krátkým filmem(dokument Cesta za otce: cyklus Děti 50. let, Saharské písky (r. J. Tuka), znělka k festivalu 3DFF aj).

## TV a film
Její známost vzešla hlavně díky seriálům. Hrála Ilonu Millerovou v televizním seriálu Zázraky života a poté Vendulu Bernátovou v seriálu Cesty domů, kde byla skoro celých pět let jednou z hlavních postav. Dále se objevila v jedné epizodě televizního seriálu Vyprávěj, Kriminálka Anděl, Specialisté. Střihla si malou roli ve filmu Manžel na hodinu (r. T. Svoboda), TV filmu České televize Past(r. V. Polesný). Na velkou příležitost zatím čeká.
Točí i s FAMU, FAMU -international a FAMO.
Točí i reklamy ( Kofola: "Čím víc lásky rozdáš, tím víc ti zůstane"., Lemor aj)
V roce 2014 načetla audioknihu Zaklínač I. Poslední přání - komplet] (vydala Audiotéka).
Dabuje, dělá voiceovery a je hlasem Českého rozhlasu Rádio Dab Praha.
Dlouhá léta se podílela na festivalu Mental power Prague film festival.

## Filmografie
- Past (2020, TV film)
- Křik ticha (2017)
- Post Love Story (2017, studentský film)
- Věčný kritik (2017)
- Manžel na hodinu (2016)
- Poslední výkřik (2012)
- Anticorra (2009, studentský film)
- Saharské písky (2009, studentský film)